# Robert Stephenson
Pour les articles homonymes, voir Stephenson.
Robert Stephenson est un ingénieur civil britannique, membre de la Royal Society (16 octobre 1803 - 12 octobre 1859). Il est le fils unique de George Stephenson, un des pères fondateurs du chemin de fer. Il collabore à de nombreuses réalisations souvent attribuées à son père seul. Il est le parrain de Lord Robert Stephenson Smyth Baden-Powell of Gilwell (1857–1941), le fondateur du scoutisme.

## Débuts du chemin de fer
Après des études à la Bruce Academy de Newcastle upon Tyne, un apprentissage chez Nicolas Wood, directeur de la Killingworth Colliery, et un moment passé à l'Université d'Édimbourg, Robert vint à travailler avec son père à ses projets de construction de chemins de fer, à commencer par la ligne de Stockton à Darlington.  En 1823, Robert fonda une compagnie en association avec son père et Edward Pease (1767-1858) pour la construction de locomotives : la société « Robert Stephenson and Company » construisit une part importante des locomotives du monde entier et survécut jusqu'au milieu du XXe siècle. L'usine originale existe toujours, Forth Street à Newcastle : elle est aujourd'hui le « Robert Stephenson Centre ». 
Robert sut tirer profit du concours de Rainhill le 4 octobre 1829, où la locomotive «rocket» de Stephenson démontra ses qualités et l'emporta sur toutes les autres. À la suite de ce succès, la compagnie continua la construction des locomotives pour le Liverpool and Manchester Railway et d'autres lignes, dont le Leicester and Swannington Railway.
En 1833, Robert fut élevé au poste de chef ingénieur à la compagnie du London and Birmingham Railway, la première ligne principale à pénétrer dans Londres, constituant la section initiale de la West Coast Main Line. La ligne posa un certain nombre de défis d'ingénierie civile, comme le tunnel de Kilsby, et fut achevée en 1838. Stephenson fut directement responsable des travaux du tunnel de Primrose Hill, qui fut percé par la technique des puits de mines. 
Les premières locomotives ne pouvaient gravir la côte de Euston Station à Chalk Farm, ce qui amena Stephenson à imaginer un système de traction par chaînes mues par une machine à vapeur fixe («The Roundhouse», la Rotonde). Cette impressionnante construction subsiste de nos jours : elle est devenue une maison des Arts.
Il est le créateur de la première ligne  Bruxelles-Malines, inaugurée le 5 mai 1835.

## Ponts célèbres

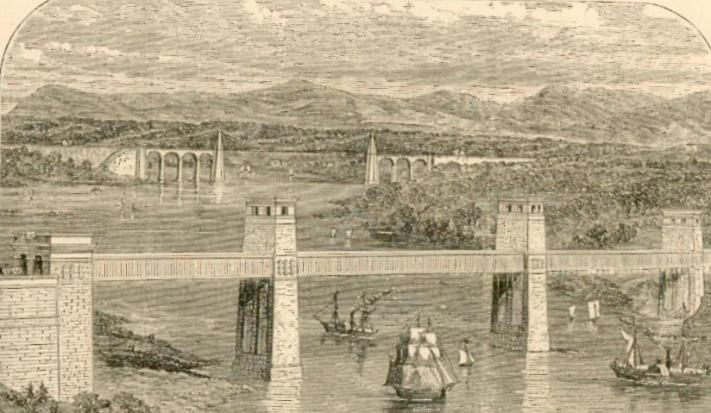
Le pont Britannia.

Il construisit une quantité de ponts célèbres :
- le High Level Bridge à Newcastle upon Tyne
- la partie en fer forgé du pont Britannia, sur le détroit de Menai
- le « Conwy railway bridge » entre Llandudno Junction and Conwy, Pays de Galles
- le viaduc d'Arnside, en Cumbrie
- le « Royal Border Bridge » à Berwick-upon-Tweed
- le « Sutton Bridge » (1850), pont rail-route sur la rivière Nene, dans le Lincolnshire
- le pont Victoria (1854-59), au-dessus du fleuve Saint-Laurent, à Montréal, Canada

Une des rares erreurs de Robert Stephenson fut la conception du pont sur la Dee, à Chester, qui s'effondra sous un train en 1847.

## Carrière et honneurs

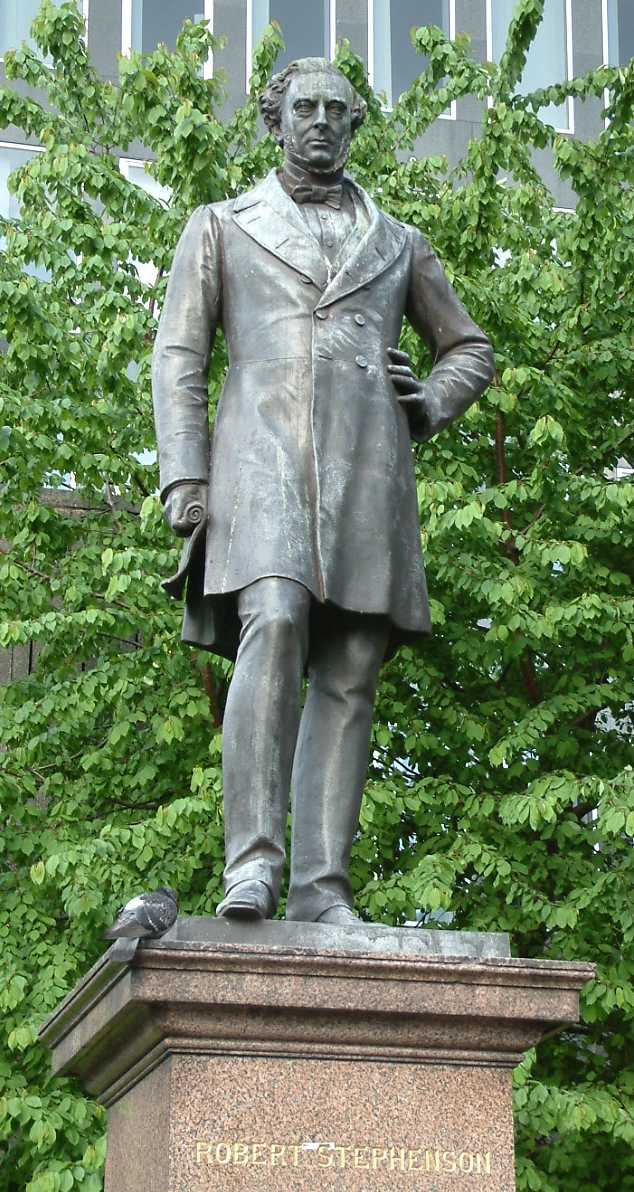
Statue de Robert Stephenson à Euston Station, Londres

Il fut député conservateur au parlement de 1847 jusqu'à sa mort et président de l'Institut d'ingénierie civile en 1855. Il est enterré à l'abbaye de Westminster.
Bien qu'officiellement rivaux, Robert Stephenson et Isambard Kingdom Brunel se lièrent d'amitié, s'apportant aide mutuelle en de nombreuses occasions et sur de multiples projets.
Le « Stephenson Railway Museum », à North Shields, doit son nom à George et Robert Stephenson.
Hors de Euston Station à Londres, se trouve une statue de Robert Stephenson, et une rue proche aussi porte le nom « Stephenson Way » en son honneur.

## Décorations
- Chevalier de l'ordre de Léopold
- Chevalier de la Légion d'honneur